# Sindora siamensis
Sindora siamensis é uma espécie de legume da família Fabaceae.
Pode ser encontrada nos seguintes países: Camboja, Laos, Malásia, Tailândia e Vietname.